# Biophytum macropodum
Biophytum macropodum là một loài thực vật có hoa trong họ Chua me đất. Loài này được Baker mô tả khoa học đầu tiên năm 1884.